# Polskie Towarzystwo Seksuologiczne
Polskie Towarzystwo Seksuologiczne (PTS) – polskie stowarzyszenie profesjonalne skupiające lekarzy, psychologów, pedagogów, socjologów, prawników, biologów, teologów zainteresowanych tematyką seksuologii. Założone w 1991 roku w Warszawie. Założycielem i aktualnym prezesem PTS jest Maria Beisert.
Stowarzyszenie zajmuje się promocją zdrowia seksualnego, rozwojem seksuologii i popularyzacją polskiej szkoły seksuologicznej, badaniami nad seksualnością i szkoleniami zawodowymi. Wydawca naukowego periodyku pt. „Seksuologia Polska.”
PTS zgodnie ze swoim regulaminem nadaje certyfikaty seksuologa klinicznego oraz superwizora psychoterapii zaburzeń seksualnych, specjalisty w zakresie edukacji seksualnej i seksuologa sądowego.
Towarzystwo oprócz placówek leczniczych prowadzi Instytutu Seksuologii PTS, którego częścią jest Zakład Seksuologii Sądowej, który sporządza opinie w zakresie seksuologii, psychiatrii i psychologii na zlecenie Sądów, Prokuratur i Policji.